# Pastir
Pastir je osoba koja se brine o stadu životinja. Brine se primjerice za stada ovaca, koza, svinja, goveda konja, magarca.
U Sjevernoj Africi i na Bliskom istoku i deva, a u Južnoj Americi ljama.
Njihov rad je uglavnom na otvorenom i često ga obavljaju uz pomoć konja ili psa i zahtijeva nomadski način života. 
U latinskim jeziku pastir se zove "Pastor".